# 旁遮普地区

旁遮普的大致範圍

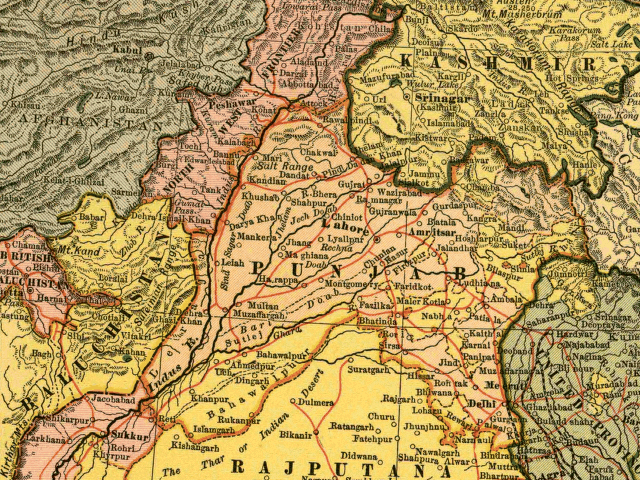
1903年的旁遮普

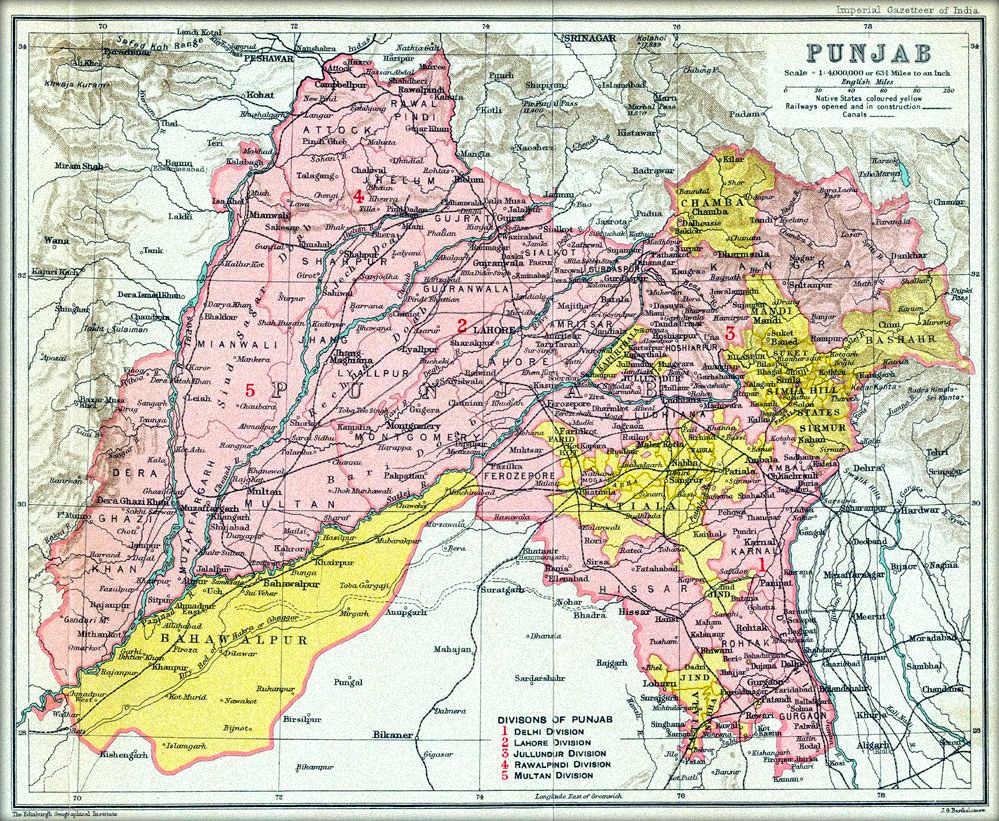
1909年的旁遮普省

旁遮普，也譯彭加（波斯語：پنج آب‬，panj-āb，英語化成Punjab），意為「五川」（panj是五，āb是川），由突厥裔波斯統治者命名，至蒙古裔的蒙兀兒帝國時期廣泛採用。
旁遮普指印度河中上游眾多支流的一帶地區，在下游眾支流合一的沿岸地區通常不算作旁遮普。旁遮普地區横跨印度西北和巴基斯坦東北兩國。这一地区自亞歷山大遠征軍到來以前即具有悠久的历史和文化。主要民族为旁遮普人，主要语言为旁遮普语。印度籍的旁遮普人，主要信仰为锡克教和印度教，巴基斯坦籍則主要為伊斯兰教。
古代旁遮普地区（大旁遮普地区）地域宽广，包括了：今印度北部、巴基斯坦东部和阿富汗部分地区，最东处曾一度延伸至亚穆纳河。
旁遮普人在古代也被称为阿腊塔人或瓦西卡人，这些称谓糅合了包括健馱邏人、卡斯人、保拉瓦人、伊朗人和境外的堪波佳斯人、波罗婆人、波斯化的爱奥尼亚人等等诸民族。
旁遮普地区人种构成上为雅利安人，不同的历史时期由不同的民族统治，包括古希腊人、波斯人、阿拉伯人、突厥人、莫卧儿人、阿富汗人、锡克人和英国人。
历史上，位于印度次大陆西北部的旁遮普地区以亚穆纳河和印度河为界，也是前15世纪以后，早期雅里安人定居以来的印度河谷史前文明的中心地带。8世纪开始，随着莫卧儿人的统治，伊斯兰教取得主导地位，旁遮普地区成为印度次大陆的文化中心。往后，由于锡克人的频频反叛，加速了英国人对这一地区的征服，最终随著印巴分治而分属二个不同的国家，即“东旁遮普”和“西旁遮普”二大地区。
- 西旁遮普地区：即巴基斯坦旁遮普省，占旁遮普地区主要部分，面积205,344平方公里，人口86,084,000人(2005年)，约90％的人讲旁遮普语；西旁遮普语使用波斯-阿拉伯字母书写。
- 东旁遮普地区：即印度旁遮普地区，包括旁遮普邦、哈里亚纳邦、喜马偕尔邦和德里中央直辖区；旁遮普邦共计面积50,362平方公里，人口24,289,296人(2000年)，约92.2％的人讲旁遮普语，东旁遮普语使用古木基文书写。